# Limpopo (province)
Pour les articles homonymes, voir Limpopo.
Le Limpopo (appelé Northern Transvaal de mai 1994 à août 1995 puis Province du Nord de 1995 à 2002) est une province de l'Afrique du Sud créée en 1994 dans le nord de l'ancienne province du Transvaal. Elle compte 5,8 millions d'habitants en 2016).
Située dans l'extrême nord-est du pays, le Limpopo tire son nom du fleuve qui forme sa frontière septentrionale.

## Géographie

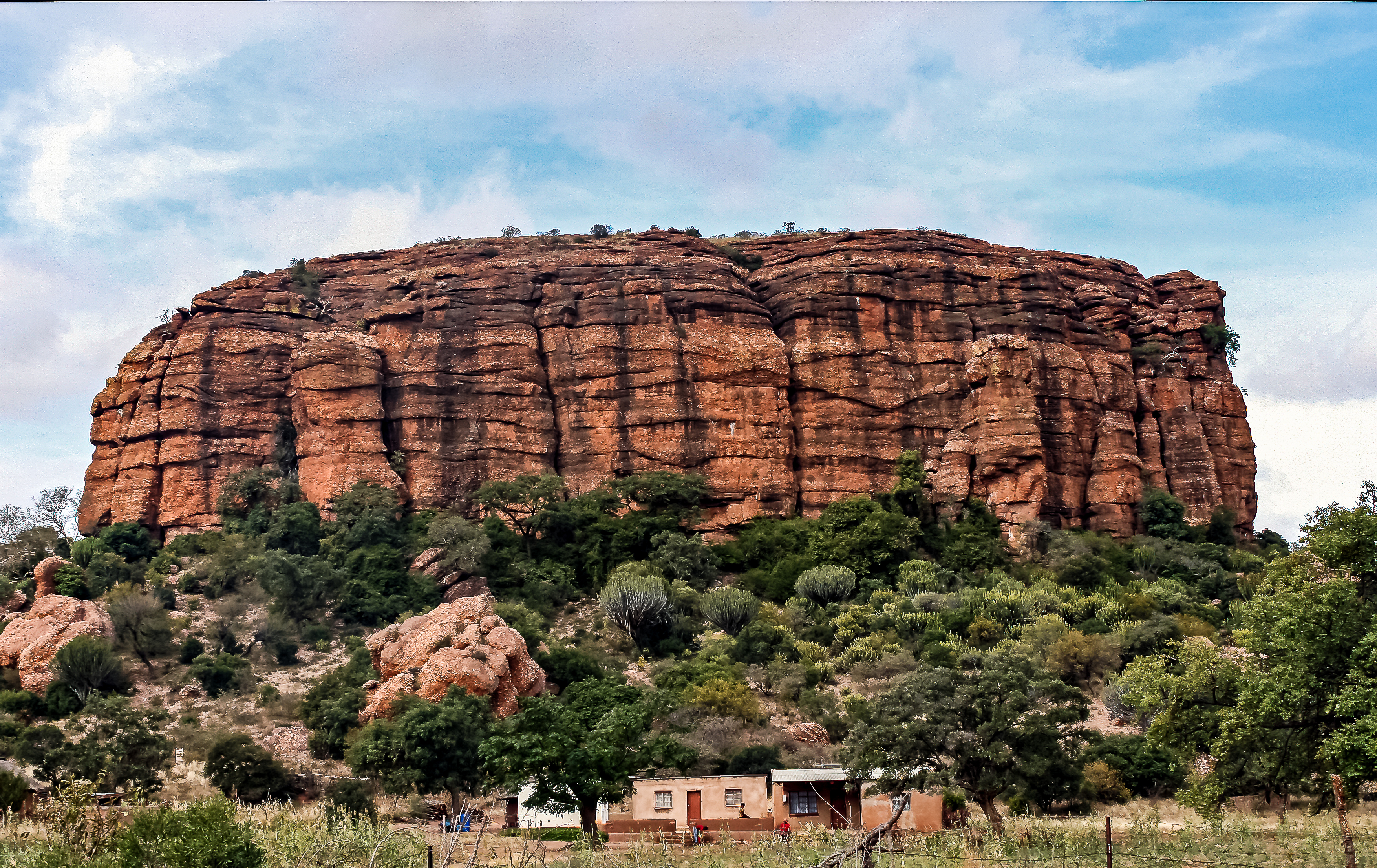
Formation rocheuse du Tandjiesberg.

La province est géographiquement délimitée par le fleuve Limpopo au nord, le Botswana à l'ouest, la  province du Nord-Ouest au sud-ouest, le Gauteng au sud, le Mpumalanga au sud-est et le Mozambique à l'est.
La grande route du nord (connue comme Great Northern Road), qui part de Pretoria, a d'abord été tracée, au XIXe siècle, par les roues en bois des chars à bœufs des Voortrekkers. Ce chemin est devenu par la suite la route principale de la province et traverse les principales villes (Nylstroom, Potgietersrus, Pietersburg, Louis Trichardt) jusqu'à la frontière avec le Zimbabwe.

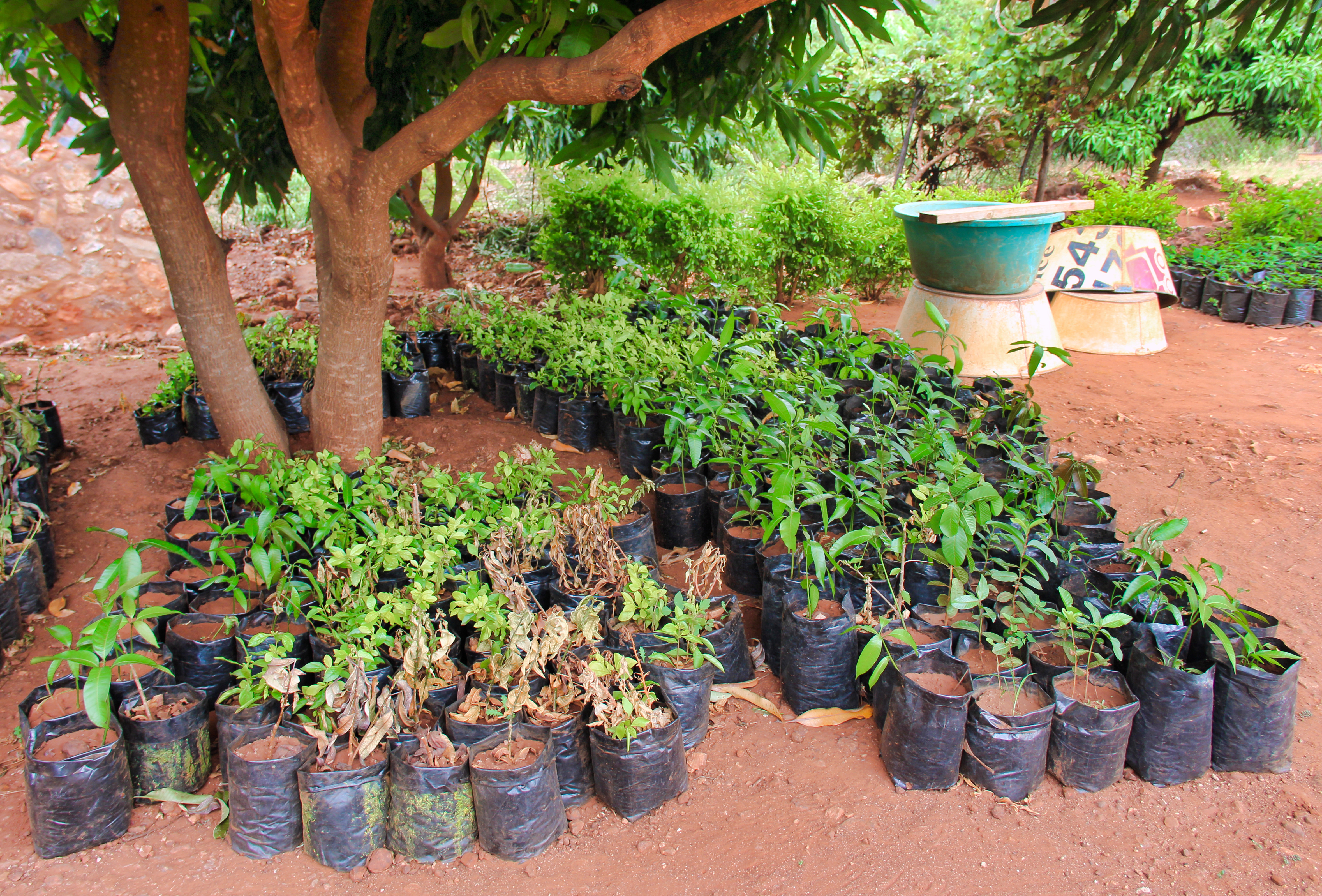
Arboriculture alimentée par l'eau de l'Olifants.

La province est caractérisée par de vastes plaines, de hautes montagnes, des forêts d'essences indigènes. Les vestiges préhistoriques et les sources minérales abondent (Warm Baths, Naboomspruit).
La ville de Louis Trichardt se situe au pied des montagnes de Soutpansberg, couverte de forêts.
La région dispose également de réserves publiques ou privées, certaines étant spécialisées dans l'élevage ou la conservation d'espèces rares (comme la zibeline).

## Histoire
À l'époque de l'apartheid (1948-1991), le Northern Transvaal était l'une région les plus conservatrices et afrikaners d'Afrique du Sud. Ses circonscriptions envoyèrent souvent au parlement des personnalités conservatrices comme Johannes Strijdom, Premier ministre d'Afrique du Sud de 1954 à 1958 et Andries Treurnicht, ministre et chef de l'opposition conservatrice de 1987 à 1993. Les habitants blancs du Nord Transvaal furent d'ailleurs les seuls à voter « non » au référendum de 1992 sur l'abolition de l'apartheid.
En 1994, les quatre anciennes provinces d'Afrique du Sud et les bantoustans autonomes ou indépendants furent dissous et remplacés par neuf nouvelles provinces.
La région nord du Transvaal, devint alors la nouvelle province du Northern Transvaal réintégrant les bantoustans du Lebowa et du Gazankulu. Pietersburg, plus grande ville de la région, fut choisie pour être la capitale provinciale.
En 1995, le Northern Transvaal est rebaptisée Province du Nord (Northern Province) faisant disparaître un nom lié à la colonisation afrikaner.
En 2002, la province change de nouveau de nom pour affirmer son identité et est rebaptisée Limpopo. Profitant de sa domination, le Congrès national africain (ANC) entreprend également de rebaptiser toutes les villes de la province aux noms trop afrikaners. Malgré les protestations de l'opposition officielle et des électeurs blancs, la ville de Pietersburg est rebaptisée Polokwane en juin 2002.
Lors des élections municipales du 1er mars 2006, l'ANC emporte 83,99 % des suffrages des habitants de la province contre 8 % à l'Alliance démocratique (DA) et 2 % au Parti chrétien-démocrate africain. Localement, l'ANC remporte la totalité des 25 municipalités avec notamment 77,48 % des voix à Polokwane mais elle échoue à augmenter sa représentation dans les circonscriptions blanches qui restent aux mains de la DA (notamment les trois circonscriptions du centre de Pietersburg à Polokwane). À Mookgopong (Naboomspruit), autrefois citadelle du Parti conservateur d'Afrique du Sud, le Front de la liberté obtint 15 % des voix, l'un de ses meilleurs scores nationaux.

## Démographie
Par groupe ethniques en 2011 :
- Noirs : 96,67 %
- Blancs : 2,58 %
- Asiatiques et Indiens : 0,33 %
- Coloureds : 0,27 %
- autres : 0,16 %

Par langue maternelle en 2011 :
- sepedi : 52,94 %
- tsonga : 16,98 %
- venda : 16,72 %
- afrikaans : 2,73 %
- tswana : 2 %
- ndébélé du nord et ndébélé du sud : 1,95 %
- autres : 1,62 %
- sesotho : 1,5 %
- anglais : 1,47 %
- zoulou : 1,17 %
- swati : 0,47 %
- xhosa : 0,38 %
- langue des signes : 0,15 %

## Administration
| Identité                             | Période         | Période         | Durée                       | Étiquette                 |
| Identité                             | Début           | Fin             | Durée                       | Étiquette                 |
| ------------------------------------ | --------------- | --------------- | --------------------------- | ------------------------- |
| Ngoako Ramathlodi (en) (né en 1955)  | 7 mai 1994      | 22 avril 2004   | 9 ans, 11 mois et 15 jours  | Congrès national africain |
| Sello Moloto (né en 1964)            | 26 avril 2004   | 2 mars 2009     | 4 ans, 10 mois et 4 jours   | Congrès national africain |
| Cassel Mathale (en) (né en 1961)     | 3 mars 2009     | 18 juillet 2013 | 4 ans, 4 mois et 15 jours   | Congrès national africain |
| Stanley Mathabatha (en) (né en 1957) | 18 juillet 2013 | 14 juin 2024    | 10 ans, 10 mois et 27 jours | Congrès national africain |
| Phophi Ramathuba (née en 1973)       | 14 juin 2024    | En cours        | 1 an et 13 jours            | Congrès national africain |

| Parti | Parti                                  | Voix      | %     | Sièges |
| ----- | -------------------------------------- | --------- | ----- | ------ |
|       | Congrès national africain              | 1 096 300 | 75,49 | 38     |
|       | Combattants pour la liberté économique | 209 488   | 14,43 | 7      |
|       | Alliance démocratique                  | 78 360    | 5,40  | 3      |
|       | Front de la liberté                    | 20 572    | 1,42  | 1      |
|       | Autres                                 | 47 438    | 3,26  | 0      |
| Total | Total                                  | 1 452 158 | 100   | 49     |

| Année | ACDP | ANC | COPE | DP/DA | EFF | FF/FF+ | NP/NNP | PAC |
| ----- | ---- | --- | ---- | ----- | --- | ------ | ------ | --- |
| 1994  | 0    | 38  | —    | 0     | —   | 1      | 1      | 0   |
| 1999  | 1    | 44  | —    | 1     | —   | 1      | 1      | 1   |
| 2004  | 1    | 45  | —    | 2     | —   | 1      | 0      | 0   |
| 2009  | 0    | 43  | 4    | 2     | —   | 0      | 0      | 0   |
| 2014  | 0    | 39  | 1    | 3     | 6   | 0      | 0      | 0   |
| 2019  | 0    | 38  | 0    | 3     | 7   | 1      | 0      | 0   |

## Liste des municipalités et villes de la province du Limpopo
La province du Limpopo est divisée en cinq districts municipaux et 22 municipalités :

### District de Capricorn
- Blouberg
- Lepelle-Nkumpi
- Molemole
- Polokwane

### District de Mopani
- Ba-Phalaborwa
- Greater Giyani
- Greater Letaba
- Greater Tzaneen
- Maruleng

### District de Sekhukhune
- Elias Motsoaledi
- Ephraim Mogale
- Fetakgomo-Greater Tubatse
- Makhuduthamaga
- Ohrigstad

### District de Vhembe
- Collins Chabane
- Makhado
- Musina
- Thulamela

### District de Waterberg
- Bela-Bela
- Lephalale
- Lim 368
- Mogalakwena
- Thabazimbi

## Personnalités liées
- Thabo Makgoba (né en 1960), archevêque anglican du Cap en Afrique du Sud.
- Sho Madjozi (né en 1992), Rappeuse sud-africaine.